# Nordgaukaserne
Die Nordgaukaserne ist eine Kaserne der Bundeswehr in Cham, Bayern. Sie wurde ab 1958 erbaut und erhielt am 9. Juni 1967 den Namen „Nordgaukaserne“. Die Benennung wurde nach dem Nordgautag 1966 in Cham initiiert und bezieht sich auf die gleichnamige Landschaft Nordgau.

## Geschichte
Im Zusammenhang mit der Aufstellung des Bundesgrenzschutzes bemühte sich die Stadt Cham 1953/54 um die Stationierung einer Hundertschaft. Doch noch bevor es zu einer Konkretisierung dieser Pläne kam, wurde nach der Gründung der Bundeswehr 1955 stattdessen der Neubau einer Truppenunterkunft in Cham durch den Bund vorgesehen. Am 24. Oktober 1956 fand eine Bürgerversammlung in Cham statt, die sich für eine Garnison der Bundeswehr aussprach. Die von der Stadt übernommenen Grundstücksverhandlungen gestalteten sich wegen unterschiedlicher Vorstellungen zur Höhe des Kaufpreises schwierig, aber es konnte schließlich eine Übereinkunft mit allen Eigentümern gefunden werden. Das Finanzbauamt Regensburg ließ die Bauunterlagen erarbeiten, so dass im Herbst 1957 die Erdarbeiten begannen. Sie dauerten bis in den Frühjahr 1958. Am 3. Oktober 1958 konnte das Richtfest gefeiert werden. Nach einer Bauzeit von 21 Monaten und Baukosten von 16 Millionen DM bezog am 1. Juli 1959 das Panzergrenadierbataillon 113 die Kaserne. Die feierliche Übergabe der Anlage an Oberstleutnant Herold fand am 3. August 1959 auf dem Chamer Marktplatz statt.
Zudem entstanden 120 Wohneinheiten für Bundeswehrangehörige in Cham sowie eine Standortverwaltung mit 200 Dienstposten an der Nunstinger Straße. Im Jahre 1966 wurde die der Kaserne angegliederte Standortschießanlage in Geigen fertiggestellt.
Mit der Einnahme der Heeresstruktur 3 1970 wurde die 4. Panzergrenadierdivision in eine Jägerdivision umgegliedert. Dabei wurde die Panzerabwehr gestärkt, jedoch zugleich die Mobilität der Verbände eingeschränkt. Dementsprechend bildete sich aus dem Panzergrenadierbataillon nunmehr das Jägerbataillon 113. Mit der neuen Gliederung löste sich auch das Versorgungsbataillon 116 auf. Die in Cham stationierte Sanitätskompanie wurde dem Sanitätsbataillon 4 zugeordnet. Das „Jägerkonzept“ bewährte sich allerdings nicht. Deshalb erfolgte die Umwandlung der 4. Jägerdivision wieder in eine Panzergrenadierdivision mit der Heeresstruktur 4. Aus dem Jägerbataillon entstand daher das Panzergrenadierbataillon 113 erneut. Hinzu kam die Schaffung eines weiteren, teilgekaderten und gemischten Bataillons der Brigaden. In Cham zogen dadurch Teile des Panzergrenadierbataillons 111 ein.
Das Ende des Kalten Krieges und der für die Deutsche Wiedervereinigung ausgehandelte Zwei-plus-Vier-Vertrag mit einer Truppenbegrenzung der Bundeswehr brachte für den Standort Cham Veränderungen. Das Panzergrenadierbataillon 113 wurde abermals in ein Jägerbataillon umgegliedert. Doch 1997 endete die Geschichte dieses Verbands endgültig. Gegen die Auflösung des Jägerbataillons 113 hatte sich zuvor zwar ein breiter Widerstand in der Region formiert, der in die Sammlung von 30.000 Unterschriften gemündet war. Die Entscheidung blieb jedoch bestehen.
In die dadurch weitgehend frei gewordene Kaserne verlegten 1997 der Stab des Artillerieregiments 4 und zwei Kompanien des Fernmelderegiments 4 von Regensburg. Das Stationierungskonzept vom Februar 2001 sah für Cham 740 Dienstposten sowie das Fernmeldebataillon 4 der Division Luftbewegliche Operationen vor. Das Artillerieregiments 4 wurde 2002 aufgelöst. Doch die Verlegung des Fernmeldebataillons 4 verzögerte sich. Begonnene Sanierungsarbeiten in der Nordgaukaserne wurden bis zur Vorlage eines neuen Stationierungskonzepts 2004 ausgesetzt.
Nach dem Konzept vom November 2004 sollte der dadurch auf 230 Soldaten reduzierte Standort auf 800 Dienstposten aufwachsen. Noch im selben Jahr begann der sich über mehrere Jahre erstreckende Umzug des Fernmeldebataillons 4 in die Nordgaukaserne.
Im Rahmen der Neuausrichtung der Bundeswehr wurde im Oktober 2011 das nächste Stationierungskonzept veröffentlicht. Es waren zwar weiterhin 800 Dienstposten in der Nordgaukaserne vorgesehen. Das Fernmeldebataillon 4 löste sich aber auf. Stattdessen verlegten Anfang 2018 der Stab und die Stabs- und Fernmeldekompanie der Panzerbrigade 12 aus Amberg nach Cham. Zur Vorbereitung der Unterbringung der Brigadeführung wurden 2011 Investitionen von insgesamt 30 Millionen Euro vorgenommen, um ein L-förmiges Stabsgebäude, vier neue Unterkunftsgebäude und weitere Sanierungsmaßnahmen in der Kaserne umzusetzen. Bis April 2018 konnte nur ein Teil der Maßnahmen abgeschlossen werden. 2019 wurden die Arbeiten an einem weiteren Unterkunftsgebäude aufgenommen.
Im Oktober 2015 wurde in einem Teil der Kaserne eine Flüchtlingsunterkunft für bis zu 200 Menschen eingerichtet, um die Flüchtlingskrise zu bewältigen.
Ab 2021 wurde für 2,5 Millionen Euro ein neues Kammergebäude errichtet. Insgesamt sollten weitere 11 Millionen Euro in die Nordgaukaserne fließen.
Folgende Einheiten, Verbände, Dienststellen und Stäbe waren bzw. sind in der Nordgaukaserne stationiert:
| Einheit                                                 | Stationierung ab                                  | Herkunft | Stationierung bis  | Verbleib |
| ------------------------------------------------------- | ------------------------------------------------- | --- | ------------------ | --- |
| Panzergrenadierbataillon 113                            | 1. Juli 1959 (feierlicher Einzug: 3. August 1959) | verlegt nach Aufstellung am 3. November 1958 in Roding, Arnulf-Kaserne | 1. Oktober 1970    | in Jägerbataillon 113 umgegliedert |
| Evangelischer Standortpfarrer Cham                      | 1959                                              | neu aufgestellt | 31. Dezember 1994  | aufgelöst |
| Katholischer Standortpfarrer Cham                       | 1959                                              | neu aufgestellt | 31. Oktober 2007   | in Katholisches Militärpfarramt Cham umbenannt |
| III./Feldjägerkompanie 4                                | 1959                                              | neu aufgestellt | 1972               | verlegt |
| 4./Versorgungsbataillon 116                             | 1960                                              | neu aufgestellt | 1963               | verlegt nach Roding, Arnulf-Kaserne |
| Wallmeistertrupp 643                                    | 1960                                              | neu aufgestellt | 1975               | in Wallmeistertrupp 620/4 umbenannt |
| 2./Versorgungsbataillon 116                             | 1964                                              | neu aufgestellt | 1972               | in 6./Sanitätsbataillon 4 umbenannt und zu einer Geräteeinheit umgegliedert                                                                             |
| Zahnstation H 011/2                                     | 1. Oktober 1968                                   | neu aufgestellt | 30. September 1972 | in Zahnstation (Terr) H 623 umgegliedert |
| Jägerbataillon 113                                      | 1. Oktober 1970                                   | aus Panzergrenadierbataillon 113 | 31. März 1981      | in Panzergrenadierbataillon 113 umgegliedert |
| Wallmeistertrupp 666                                    | 1970                                              | neu aufgestellt | 1975               | in Wallmeistertrupp 620/3 umbenannt |
| 3./Jägerbataillon 111                                   | 1. April 1971                                     | neu aufgestellt | 31. März 1981      | in 3./Panzergrenadierbataillon 111 umgegliedert |
| Materialausstattung Sanitätsbereich 62/9                | 1. Juli 1972                                      | neu aufgestellt | 30. September 1997 | aufgelöst |
| Zahnstation (Terr) H 623                                | 1. Oktober 1972                                   | aus Zahnstation H 011/2 | 31. März 1981      | in Zahnarztgruppe 616/2 umbenannt |
| 6./Sanitätsbataillon 4 (Geräteeinheit)                  | 1972                                              | aus 2./Versorgungsbataillon 116 | 1979               | nach Amberg, Kaiser-Wilhelm-Kaserne, verlegt; am 1. Oktober 1992 weiterverlegt nach Feldkirchen, Gäubodenkaserne, dort zum 30. September 1996 aufgelöst |
| Ausbildungsbatterie 3/4                                 | 1972                                              | neu aufgestellt | 1975               | verlegt |
| Wallmeistertrupp 620/3                                  | 1975                                              | aus Wallmeistertrupp 666 | 1993               | aufgelöst |
| Wallmeistertrupp 620/4                                  | 1975                                              | aus Wallmeistertrupp 643 | 1995               | in Wallmeistertrupp Cham umbenannt |
| Panzergrenadierbataillon 113                            | 1. April 1981                                     | aus Jägerbataillon 113 | 1. Oktober 1991    | in Jägerbataillon 113 umgegliedert |
| 1./Panzergrenadierbataillon 111 TE 36                   | 1. April 1981                                     | neu aufgestellt | 30. September 1992 | aufgelöst |
| 3./Panzergrenadierbataillon 111                         | 1. April 1981                                     | aus 3./Jägerbataillon 111 | 30. September 1992 | aufgelöst |
| Zahnarztgruppe 616/2                                    | 1. April 1981                                     | aus Zahnstation (Terr) H 623 | 31. Dezember 1998  | aufgelöst |
| Fahrschulgruppe Cham                                    | 1. April 1981                                     | neu aufgestellt | 31. März 1994      | aufgelöst |
| Fernmeldedienstgruppe 627/30                            | 1. April 1981                                     | neu aufgestellt | 30. November 1994  | aufgelöst |
| Kasernenfeldwebel Cham                                  | 1. April 1985                                     | neu aufgestellt | 31. März 1999      | aufgelöst |
| Standortältester Cham mit Unterstützungspersonal        | 1. April 1985                                     | neu aufgestellt | heute              | Neuaufstellung zum 1. Juli 2014 und zum 1. April 2018                                                                                                   |
| Kasernenfeldwebel mit Standortaufgaben Cham             | 1. April 1985                                     | neu aufgestellt | 30. September 1994 | aufgelöst |
| Jägerbataillon 113                                      | 1. Oktober 1991                                   | aus Panzergrenadierbataillon 113 | 31. März 1997      | aufgelöst |
| Wallmeistertrupp Cham                                   | 1995                                              | aus Wallmeistertrupp 620/4 |                    | aufgelöst |
| Fernmeldeanlage Bundeswehr 622/154                      |                                                   | neu aufgestellt |                    | aufgelöst |
| Landeskommando Bayern - Teile Cham                      | 1. Januar 2007                                    | neu aufgestellt | 31. Januar 2013    | aufgelöst |
| Sanitätsstaffel Roding - Teileinheiten Cham             | 1. Januar 2007                                    | neu aufgestellt | 30. September 2015 | aufgelöst |
| Fachsanitätszentrum Kümmersbruck Teileinheiten Cham     | 1. Januar 2007                                    | neu aufgestellt | 30. September 2015 | aufgelöst |
| Katholisches Militärpfarramt Cham                       | 1. November 2007                                  | aus Katholischer Standortpfarrer Cham | heute              | |
| Verband der Reservisten der Deutschen Bundeswehr Cham   | 1. November 2009                                  | neu aufgestellt | heute              | |
| Bundeswehr Informationstechnik Cham                     | 1. November 2009                                  | neu aufgestellt | heute              | |
| Freiwillige Reservistenarbeit Cham                      | 1. Februar 2013                                   | neu aufgestellt | heute              | |
| 7./Stabs- und Fernmelderegiment 4                       | Mai 1997                                          | verlegt nach Aufstellung am 1. April 1994 in Regensburg, Nibelungenkaserne | 2002               | aufgelöst |
| 6./Stabs- und Fernmelderegiment 4                       | Juli 1997                                         | verlegt nach Aufstellung am 1. April 1994 in Regensburg, Nibelungenkaserne | 2002               | aufgelöst |
| Artillerieregiment 4 (Stab und Stabsbatterie)           | 1997                                              | verlegt nach Aufstellung als Feldartillerieregiment 4 am 1. Juli 1956 in Weiden in der Oberpfalz, Metzer Kaserne und Stationierung ab 10. April 1958 in Regensburg, Prinz-Leopold-Kaserne, sowie Umbenennung am 16. März 1959 in Artillerieregiment 4 | 2002               | aufgelöst |
| Fernmeldebataillon 4                                    | März 2006 bis Januar 2007                         | verlegt nach Aufstellung am 1. April 2003 aus Stabs- und Fernmelderegiment 4 in Regensburg, Nibelungenkaserne | 31. Dezember 2014  | aufgelöst |
| Fernmeldestaffel                                        | 1. Juli 2014                                      | neu aufgestellt | 30. September 2018 | aufgelöst |
| Führungsinformationssystem Heer Gruppe                  | 1. Juli 2014                                      | neu aufgestellt | 30. September 2018 | aufgelöst |
| Funkgruppe                                              | 1. Juli 2014                                      | neu aufgestellt | 30. September 2018 | aufgelöst |
| Gefechtsstandzug                                        | 1. Juli 2014                                      | neu aufgestellt | 30. September 2018 | aufgelöst |
| Gefechtsstandgruppe                                     | 1. Juli 2014                                      | neu aufgestellt | 30. September 2018 | aufgelöst |
| Local Area Network-Zug                                  | 1. Juli 2014                                      | neu aufgestellt | 30. September 2018 | aufgelöst |
| Mobile Systembetriebsgruppe                             | 1. Juli 2014                                      | neu aufgestellt | 30. September 2018 | aufgelöst |
| Receive Broadcast Management Trupp 1                    | 1. Juli 2014                                      | neu aufgestellt | 30. September 2018 | aufgelöst |
| Receive Broadcast Management Trupp 2                    | 1. Juli 2014                                      | neu aufgestellt | 30. September 2018 | aufgelöst |
| Schreibfunktrupp Hochfrequenzantenne 2 I                | 1. Juli 2014                                      | neu aufgestellt | 30. September 2018 | aufgelöst |
| Schreibfunktrupp Hochfrequenzantenne 2 II               | 1. Juli 2014                                      | neu aufgestellt | 30. September 2018 | aufgelöst |
| Servertrupp Multilaterales Interoperabilitätsprogramm 1 | 1. Juli 2014                                      | neu aufgestellt | 30. September 2018 | aufgelöst |
| Servertrupp Multilaterales Interoperabilitätsprogramm 2 | 1. Juli 2014                                      | neu aufgestellt | 30. September 2018 | aufgelöst |
| Ausbildungsunterstützungskompanie 112                   | 1. April 2015                                     | neu aufgestellt | 1. März 2020       | in 5./Versorgungsbataillon 4 umbenannt |
| Evangelisches Militärpfarramt Cham                      | 1. Januar 2018                                    | neu aufgestellt | heute              | |
| Panzerbrigade 12 „Oberpfalz“                            | 1. April 2018                                     | verlegt nach Aufstellung am 16. März 1959 aus Teilen der Kampfgruppe A 4 in Amberg, Leopold-Kaserne | heute              | Neuaufstellungen zum 1. Juli 2014 und 1. April 2018 |
| Stabs- und Unterstützungskompanie Panzerbrigade 12      | 1. April 2018                                     | neu aufgestellt | 30. September 2021 | in Stabs- und Unterstützungskompanie Panzerbrigade 12 sowie Fernmeldekompanie Panzerbrigade 12 aufgegangen                                              |
| 5./Versorgungsbataillon 4                               | 1. März 2020                                      | aus Ausbildungsunterstützungskompanie 112 | 30. Juni 2023      | in 7./Versorgungsbataillon 4 umbenannt |
| Stabs- und Unterstützungskompanie Panzerbrigade 12      | 1. Oktober 2021                                   | aus Stabs- und Fernmeldekompanie Panzerbrigade 12 | heute              | |
| Fernmeldekompanie Panzerbrigade 12                      | 1. Oktober 2021                                   | aus Stabs- und Fernmeldekompanie Panzerbrigade 12 | heute              | |
| Sanitätszentrum Cham                                    | 1. April 2023                                     | neu aufgestellt | heute              | |
| Staffel Sanitätsdienstliche Unterstützung Cham          | 1. April 2023                                     | neu aufgestellt | heute              | |
| 7./Versorgungsbataillon 4                               | 1. Juli 2023                                      | aus 5./Versorgungsbataillon 4 | heute              | |